# Jean-François Laffillé
Jean-François Laffillé (né le 7 mai 1962 à Eu) est un coureur cycliste français, actif dans les années 1980 et 1990.

## Biographie
Jean-François Laffillé débute en cyclisme au VC Eudois en 1976.
En 1987, il remporte le Wolber d'or, désignant le meilleur coureur amateur français,. En 1988, il participe aux Jeux olympiques de Séoul, où il prend la 24e place de la course sur route. Resté amateur, il remporte 198 courses au cours de sa carrière et dispute notamment trois fois la Course de la Paix.
En octobre 1997, il met fin à sa carrière cycliste et ouvre un magasin de vélos à Isbergues (Nord). Il cesse cette activité en décembre 2016.
Son fils Ludwig a également pratiqué le cyclisme.

## Palmarès
- 1983
  - 2e du Circuit du Pévèle
- 1986
  - Grand Prix des Flandres françaises
  - Circuit du Port de Dunkerque
  - Paris-Rouen
  - Grand Prix de Blangy-sur-Bresle
  - Une étape du Tour de la Somme[4]
  - 2e du Grand Prix de Lillers
- 1987
  - Wolber d'or
  - Circuit du Port de Dunkerque
  - Boucles catalanes
  - Ronde du Canigou
  - Paris-Bagnoles-de-l'Orne
  - 2e et 5e étapes du Circuit des Ardennes
  - 2e de La Tramontane
  - 2e du Grand Prix de l'Équipe et du CV 19e
  - 3e du Grand Prix de Lillers
  - 3e du Grand Prix des Marbriers
- 1988
  - Paris-Fécamp
  - Boucles catalanes
  - 2e du Circuit du Port de Dunkerque
  - 2e des Boucles de l’Armagnac
- 1989
  - La Pyrénéenne
  - Circuit du Port de Dunkerque
  - Tour de la Somme
  - Troyes-Dijon
  - 6eb étape du Giro delle Regioni
  - Grand Prix de Beuvry-la-Forêt
  - 3ea étape du Tour de la Vienne
  - 2e du Wolber d'or
  - 3e de la Ronde du Canigou
  - 3e du Circuit Berrichon
- 1990
  - Circuit du Port de Dunkerque
  - Grand Prix de Lillers
  - Grand Prix des Marbriers
  - Route bretonne
  - Une étape du Tour de la Somme[4]
  - 2e du Tour de la Somme[4]
  - 3e du Grand Prix de Luneray
- 1991
  - Boucle de l'Artois
  - Boucles catalanes
  - Grand Prix de Lillers
- 1992
  - 2e étape du Circuit Berrichon
  - 2e des Boucle de l'Artois
  - 2e du Grand Prix des Marbriers
  - 3e des Trois Jours de Cherbourg
- 1993
  - Grand Prix de Blangy-sur-Bresle
  - Circuit du Port de Dunkerque
  - 4e étape du Tour du Hainaut
  - 3e de Boucles catalanes
  - 3e du Grand Prix des Marbriers
  - 3e du Circuit méditerranéen
- 1994
  - Boucles catalanes
  - Grand Prix de Lillers
  - Grand Prix des Marbriers
  - 4e étape du Tour de la Région wallonne
  - Circuit méditerranéen
  - 2e du Circuit du Port de Dunkerque
  - 2e du Circuit des Matignon
  - 3e du Tour de la Manche
  - 3e du Tour de Franche-Comté
  - 3e du Grand Prix de la Tomate
- 1995
  - Trophée Robert Gauthier
  - Boucle de l'Artois
  - Tour de la Manche :
    - Classement général
    - 1re étape[5]

  - Grand Prix de Blangy-sur-Bresle
  - 2e du Circuit du Port de Dunkerque
  - 2e du Grand Prix des Carreleurs
  - 2e du Circuit de l'Aisne
  - 3e du Grand Prix de Lillers
- 1996
  - Paris-Chauny
  - 3e de Créteil-Mary-sur-Marne
- 1997
  - Paris-Saint-Quentin[5]
  - 3e des Boucles du Canton de Picquigny